# Cerf Island
Cerf Island (fr. Île au Cerf) – wyspa na Oceanie Indyjskim, w grupie Wysp Wewnętrznych w Republice Seszeli, leży około 4 km na północny wschód od Mahé i wraz z pięcioma innymi wyspami wchodzi w skład dystryktu Les Mamelles oraz obszaru Sainte Anne Marine National Park. Powierzchnia wyspy wynosi 1,27 km².
Jest to jedyna wyspa w parku narodowym Sainte Anne posiadająca stałą ludność – mieszka tu około 100 osób, dojeżdżających do pracy na Mahé. Na Cerf Island nie ma sklepów i dróg, ale woda, telefon i prąd dostarczane są z głównej wyspy Mahé.
Część budynków na wyspie doznała niewielkich uszkodzeń w czasie tsunami, wywołanego trzęsieniem ziemi na Oceanie Indyjskim w 2004 roku.